# Tristar (Nintendo)
Der Tristar (auch als „Tri-Star“ oder „Super 8“ bekannt) ist ein Adapter für das Super Nintendo, um NES-Spiele auf dem SNES spielen zu können. Die Idee des Tristar-Adapters lehnt sich an den Super Game Boy an, ein Adapter, welcher es ermöglicht, Game-Boy-Spiele auf dem SNES abzuspielen.
Aus Preisgründen hat Nintendo seinerzeit (1990) auf die Abwärtskompatibilität der SNES zu den Spielen des NES verzichtet. NES-Spiele sind somit nicht nativ auf dem SNES spielbar.

## Funktionsweise und Kompatibilität
Der Tristar-Adapter wird in den Schacht des Super Nintendos gesteckt und stellt drei weitere Schächte für US-SNES-, NES- und Famicon-Module zur Verfügung (ein zusätzlicher Stromanschluss ist nicht nötig). Der Tristar ist eigentlich für die US-Version des SNES konzipiert und demnach ist auch der vom Tristar zur Verfügung gestellte SNES-Schacht für US-Spiele vorgesehen. Da der Tristar aber auch als „Universal Adapter“ fungiert, werden eine Vielzahl von PAL-SNES-Spielen abgespielt (für Spiele, welche eine 50/60-Hz-Überprüfung durchführen, sind zusätzliche Modifikationen am Super Nintendo notwendig).

## Kompatibilität
Nahezu alle NES-, FC- und (US-)SNES-Spiele sind auf dem Tristar lauffähig. Lediglich einige Spiele wie Super Mario RPG, welche eine Kopierschutzprüfung durchführen, quittieren den Dienst. Darüber hinaus reagieren in der Regel auch keine anderen Eingabegeräte (z. B. Joystick oder Lightgun) als das SNES-Gamepad und der Select- und Startknopf des zweiten Spielers funktioniert nicht mehr, wodurch einige Zweispieler-Spiele unbrauchbar werden.
Der Tristar-Adapter ist kein Produkt von Nintendo, auch kein offizielles Zusatzgerät. Der Hersteller des ca. 1991 entworfenen Tristars ist unbekannt. Das Gerät ist nur in den USA und Japan erschienen und der Verkaufspreis betrug umgerechnet ungefähr 50 Euro. Der hohe Preis des Adapters kommt unter anderem dadurch zustande, dass der Tristar-Adapter zum Abspielen der Famicom-Spiele einen kompletten Famicom-Klon integriert hat.
Es gibt auch einen vergleichbaren Adapter namens „Tristar 64“, um NES- und SNES-Spiele auf dem N64 spielen zu können.